# Мейкон (округ, Джорджія)
Шаблон:StateAbbr_ 32°21′ пн. ш. 84°02′ зх. д. / 32.35° пн. ш. 84.04° зх. д.
Округ Мейкон (англ. Macon County) — округ (графство) у штаті Джорджія, США. Ідентифікатор округу 13193.

## Історія
Округ утворений 1837 року.

## Демографія
За даними перепису
2000 року
загальне населення округу становило 14074 осіб, зокрема міського населення було 5943, а сільського — 8131.
Серед мешканців округу чоловіків було 6984, а жінок — 7090. В окрузі було 4834 домогосподарства, 3483 родин, які мешкали в 5495 будинках.
Середній розмір родини становив 3,25.
Віковий розподіл населення поданий у таблиці:
| Стать    | До 15 років | 15-21 | 22-29 | 30-39 | 40-49 | 50-65 | 65-85 | Понад 85 |
| -------- | ----------- | ----- | ----- | ----- | ----- | ----- | ----- | -------- |
| Чоловіки | 1608        | 782   | 763   | 1034  | 1106  | 1036  | 598   | 57       |
| Жінки    | 1576        | 723   | 645   | 922   | 1036  | 1052  | 957   | 179      |

## Суміжні округи
- Піч — північний схід
- Х'юстон — схід
- Дулі — південний схід
- Самтер — південь
- Шлай — південний захід
- Тейлор — північний захід

## Виноски
1. ↑  U.S. Decennial Census. United States Census Bureau. Архів оригіналу за 19 липня 2018. Процитовано 24 червня 2014.
2. ↑  Historical Census Browser. University of Virginia Library. Архів оригіналу за 11 серпня 2012. Процитовано 24 червня 2014.
3. ↑  Population of Counties by Decennial Census: 1900 to 1990. United States Census Bureau. Архів оригіналу за 2 лютого 2019. Процитовано 24 червня 2014.
4. ↑  Census 2000 PHC-T-4. Ranking Tables for Counties: 1990 and 2000 (PDF). United States Census Bureau. Архів оригіналу (PDF) за 18 грудня 2014. Процитовано 24 червня 2014.
5. ↑  State & County QuickFacts. United States Census Bureau. Архів оригіналу за 7 червня 2011. Процитовано 16 лютого 2014.(англ.) Наведено за англійською вікіпедією.
6. ↑  American FactFinder. Бюро перепису населення США. Архів оригіналу за 26 лютого 2012. Процитовано 31 січня 2008.

| США | Це незавершена стаття з географії США. Ви можете допомогти проєкту, виправивши або дописавши її. |